# Толстанова, Анна Николаевна
Анна Николаевна Толстанова (род. 24 февраля 1978, Кривой Рог, Днепропетровская область) — украинский учёный, доктор биологических наук (2011), профессор кафедры супрамолекулярной химии Института высоких технологий КНУ имени Тараса Шевченко (2019), лауреат Государственной премии Украины в области науки и техники (2013).

## Биография
Родилась 24 февраля 1978 года в городе Кривой Рог в семье инженеров.
В 2000 году с отличием окончила биологический факультет Киевского университета.
В 2003 году окончила аспирантуру биологического факультета по специальности «физиология человека и животных», защитила кандидатскую диссертацию «Пути влияния гистамина на желудочную секрецию». С 2003 года — младший научный сотрудник, с 2008 года — научный сотрудник, с 2011 года — старший научный сотрудник.
В 2006—2009 годах проходила научную стажировку в отделение патологии факультета медицины Калифорнийского университета (Ирвайн, США).
В 2011 году получила учёное звание доктора биологических наук: диссертация «Биохимические механизмы патогенеза воспалительных заболеваний кишечника».
С 2012 года — доцент кафедры биохимии ННЦ «Институт биологии».
В 2019 году получила звание профессора по специальности «Биология».
С декабря 2015 по май 2021 года — руководитель научно-исследовательской части КНУ имени Тараса Шевченко.

## Научная деятельность
Проректор по научной работе КНУ имени Тараса Шевченко, член Совета молодых учёных КНУ имени Тараса Шевченко, член Совета молодых учёных МОН Украины (2014—2019), член Британского физиологического общества. Член редколлегий Frontiers Pharmacology и «Украинский биохимический журнал».
В сферу научных интересов входят: нейро-гуморальные механизмы желудочной секреции, моторной и всасывающей функции желудочно-кишечного тракта и исследования молекулярных механизмов язвенного образования гастро-дуоденальной зоны и толстой кишки и поиски средств их предупреждения и лечения.

### Научные труды
Автор более 100 научных и учебно-методических работ.
- Цитофізіологія і біохімія травлення, 2006 (в соавторстве).
- Evaluation of perfusion solutions in the study of water and electrolyte absorption in the rat colon by in vivo perfusion technique, 2006.
- New molecular mechanisms of duodenal ulceration, 2007. (в соавторстве).
- New molecular targets for the prevention and treatment of gastrointestinal ulcers and inflammation, 2006. (в соавторстве).
- Neutralizing anti-vascular endothelial growth factor (VEGF) antibody reduces severity of experimental ulcerative colitis in rats: direct evidence for the pathogenic role of VEGF, 2009. (в соавторстве).
- Біологія: підручник для 8 класу загальноосвітніх навчальних закладів, 2016. ISBN 978-617-7012-35-0 (в соавторстве).

## Награды
- Государственная премия Украины в области науки и техники (16 мая 2013)[2] — за цикл научных трудов «Механизмы функционирования органов пищеварительной системы» (в соавторстве).